# Arctia dido
Arctia dido är en fjärilsart som beskrevs av Wagner 1841. Arctia dido ingår i släktet Arctia och familjen björnspinnare. Inga underarter finns listade i Catalogue of Life.